# Leptoeme
Leptoeme is een kevergeslacht uit de familie van de boktorren (Cerambycidae). De wetenschappelijke naam van het geslacht werd voor het eerst geldig gepubliceerd in 1903 door Jordan.

## Soorten
Leptoeme omvat de volgende soorten:
- Leptoeme garnieri Adlbauer, 2004
- Leptoeme malawiensis Adlbauer, 2004
- Leptoeme schawalleri Adlbauer, 2005
- Leptoeme xantha Jordan, 1903